# Диас Тофоли
Жузе Антонио Диас Тофоли (на португалски: José Antonio Dias Toffoli, р. 15 ноември 1967 г.) е бразилски магистрат – бивш главен адвокат на страната и настоящ член на Върховния федерален съд на Бразилия, назначен от президента Лула да Силва.
Роден е на 15 ноември 1967 г. в Марилия, щата Сао Пауло. През 1990 г. завършва право в Университета на Сао Пауло и от 1991 до 1995 г. работи като адвокат в Сао Пауло. През това време е юрисконсулт в Националния департамент за земеделските работници към Централния съюз на работниците. През 1994 г. е и парламентарен асистент в Законодателното събрание на щата Сао Пауло.
През 1994 и 1995 г. Диас Тофоли два пъти участва на конкурс за щатски заместник-съдия на Сао Пауло, но и двата пъти не успява да се класира.
Между 1995 и 2000 г. той вече е юридически съветник на ръководството на Партията на работниците в Камарата на депутатите в Националния Конгрес.
От 1996 до 2002 г. Диас Тофоли преподава конституционно и семейно право в Центъра за университетски науки в Бразилия (UNICEUB). През 2001 г. е началник на кабинета в Секретариата по управлението на субпрефектурите на Община Сао Пауло. В периода март 2001 – декември 2002 г. е съдружник в адвокатската кантора „Escritório Toffoli & Telesca Advogados Associados S/C“.
През периода януари 2003 – юли 2005 г. Диас Тофоли е заместник-директор по юридическите въпроси в Канцеларията на президента на Бразилия, когато тя се управлява от Жузе Дирзеу. Освободен е длъжност, когато начело на президентската канцелария застава Дилма Русев. Така от август 2005 до февруари 2007 отново е съдружник, но този път в адвокатскат кантора „Escritório Toffoli & Rangel Advogados“.
На 12 март 2007 г. Диас Тофоли е назначен за главен адвокат на Бразилия от президента Лула да Силва. Изкарва пълен мандат на длъжността – до октомври 2009 г.
На 23 октомври 2009 г. Диас Тофоли е назначен за съдия (министър) във Върховния федерален съд на Бразилия на мястото на починалия министър Карлос Дирето. Номинацията на Тофоли е издигната от президента Да Силва и е одобрена от Федералния сенат на 30 септември..